# Painkiller (videohra)
Painkiller je střílečka z pohledu první osoby z roku 2004 od herního studia People Can Fly. V době svého vydání disponovala originálními prvky, které se v jiných FPS hrách neobjevily. Painkiller je založen na originálním stylu hratelnosti, který dokáže zaujmout více než okoukaný klasický styl akčních stříleček. I díky stylu hraní se stal Painkiller oblíbenou hrou. Jeden rok po vydání původní hry vyšel datadisk Painkiller: Battle out of Hell.

## Princip hry
Painkiller posunul žánr FPS o několik kroků vpřed. Je hrou, jejíž styl hraní by se dal nazvat jako neinteligentní. To však nic nemění na tom, že hraní Painkilleru je právě díky tomu zábavné.
Kromě singleplayerové kampaně obsahuje Painkiller i režim pro více hráčů. Ten obsahuje několik map a různé módy, jako jsou například team deatmatch a free-for-all. S hráči je možné hrát po internetu nebo přes LAN.

### Kampaň a mise
Celá kampaň hry je rozdělena na několik úseků, většinou s podobným typem nepřátel. Po dokončení každého z těchto úseků hráč zhlédne delší video, stejně tak jako při zahájení hry. Každý úsek obsahuje větší množství úrovní, misí. Ty jsou charakteristické svým prostředím, které je v každé misi jiné, hráč proto neupadá do stereotypu. Někdy dokonce přibude i nový druh nepřátel nebo nová zbraň. Mise se odehrávají v interiérech i exteriérech, ve fantasy i realistickém prostředí. Každý úsek završuje mise s bossem, se silnějším stvořením než standardní nepřátelé.
Hlavním cílem všech misí v kampani je jediné - zabít všechny nepřátele. To je hráčovým cílem po celou dobu hraní a tak jsou jediným oživením hry vedlejší úkoly, kombinování zbraní a výše zmíněné barvité lokace. Jelikož nepřátelé nespoléhají na kvalitu, ale na kvantitu, hráč musí během jedné mise zabít desítky nepřátel. Někdy se stává, že střílí prakticky pořád.

### Systém černých tarotů
Černé taroty jsou (virtuální) karty, která hráč získává, pokud splní vedlejší úkol mise. Jedná se například o karty s funkcí zvýšení rychlosti střílení nebo zvýšení odolnosti. Před každou misí si hráč může vybrat, které taroty budou během hraní aktivní. Vedlejší úkoly jsou většinou podobné questům z RPG her. Jedná se o nutnost posbírat určitý počet předmětů nebo třeba zlikvidovat všechny nepřátele v daném čase. Černé taroty však není nutné získávat, jsou pouze bonusem, který hráčovi usnadní plnění dalších misí.

### Zbraně
Významným prvkem, který hraní Painkillera oživuje, je kombinování nejrůznějších druhů zbraní, které hra nabízí. Každá zbraň je pro danou situaci, ve které se hráč nachází jinak vhodná, stejně tak jako je jinak vhodná na dané nepřátelské stvoření. Každá zbraň v Painkillerovi má také primární a sekundární útok. V následujícím seznamu zbraní jsou uvedeny názvy obou útoků.
Zbraně ve hře Painkiller:
- Pain - Killer - primární útok rozseká vše, co se nachází před hráčem, sekundární vystřelí světlý bod, který po přitisknutí se k pevnému předmětu vytvoří paprsek, který zlikviduje vše, co jím prochází. Kombinace primární a sekundární palby zbraň vystřelí rotující čepel fungující jako bumerang.
- Shotgun - Freezer - primární útok je standardní brokovnice, účinná především na krátkou vzdálenost. Sekundární útok představuje ledová střela, která zmrazí nepřítele.
- Stakegun - Grenade Lauchner - primárním útokem zbraň vystřeluje dřevěné kůly, sekundární útok pak slouží jako granátomet.
- Rocket Lauchner - Chaingun - primární útok je raketomet, sekundární kulomet.
- Driver - Electro - při aktivaci primárního útoku zbraň v krátkých intervalech vystřeluje hvězdice, sekundárním útokem zbraň vrhá po nepřátelích blesky. Kombinace primární a sekundární palby vystřelí nabitý kotouč a slouží jako nástražný paralyzér.

## Příběh
Hlavní postavou příběhu je muž, za kterého hrajete, Daniel Garner. V úvodním videu se dozvíte, že Daniel nešťastně havaroval při cestě autem spolu se svojí ženou. Nehoda je pro něj smrtelná, ale jeho útrapy ještě nekončí. Ještě předtím, než může jít do nebe, musí jít do zápasu na život a na smrt proti armádě pekla pod vedením Lucifera.
Příběh ve hrách jako Painkiller není podstatný, proto jeho neoriginalita hře nijak neubližuje.

## Datadisky
První datadisk ke hře Painkiller byl vydán na konci roku 2004 pod názvem Painkiller: Battle out of Hell. Druhé rozšíření, pojmenované Painkiller: Overdose, vyšlo samostatně v roce 2007.